# Ellis Burks
Ellis Rena Burks (nascido em 11 de setembro de 1964) é um ex´jogador profissional de beisebol que atuou como defensor externo na Major League Baseball por 18 temporadas pelos times do Boston Red Sox, Chicago White Sox, Colorado Rockies, San Francisco Giants e Cleveland Indians. Rebatia e arremessava como destro.

## Vida pessoal
Burks reside em Chagrin Falls, Ohio e seu filho Chris joga beisebol na organização do San Francisco Giants. Ele também tem três filhas, Carissa, Elisha e Breanna. Burks conheceu sua esposa, Dori, em Connecticut em 1985.
Ele é primo do antigo jogador da Major League Roosevelt Brown.